# Stazione di Carrara San Martino
La stazione di Carrara San Martino era una stazione ferroviaria situata nei pressi del centro di Carrara, capolinea della linea da Avenza e di diramazione per la ferrovia Marmifera Privata di Carrara. Impianto cruciale per il servizio merci marmifero proveniente dalle cave, servì e diede grande impulso al centro di Carrara per poco più di cento anni, dal 1866 al 1970, quando a causa della politica dei "rami secchi" e della concorrenza del trasporto su gomma venne soppressa insieme al resto della linea da Avenza.

## Storia

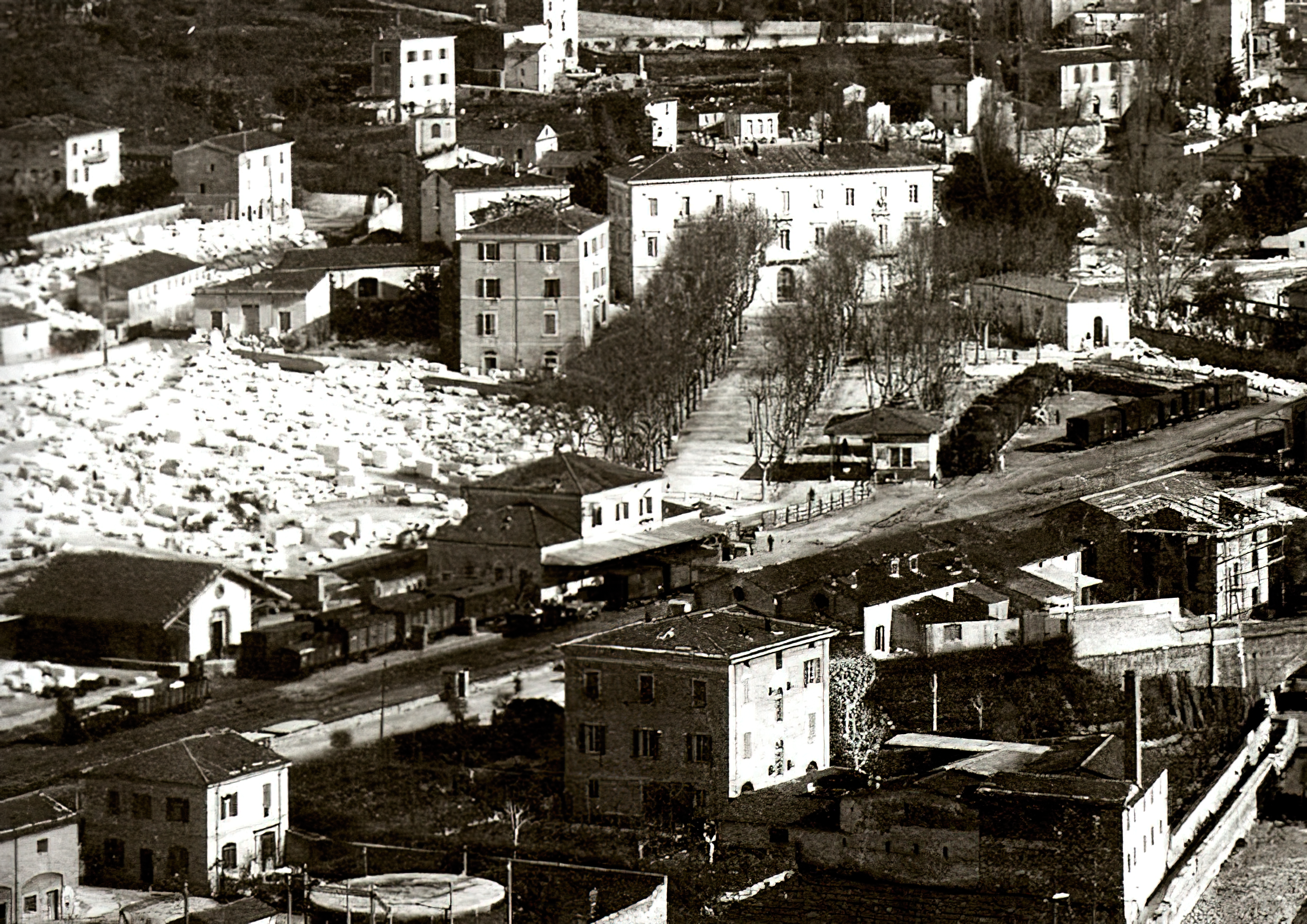
Veduta dall'alto della stazione con il fabbricato viaggiatori e il piazzale interno

La stazione, in origine denominata "Carrara Città" e menzionata ufficialmente anche come semplicemente "Carrara", nacque alla fine dell'Ottocento dalla volontà degli imprenditori di Carrara di dotare la propria città di un collegamento con la linea ferroviaria, trovandosi la stazione di Carrara-Avenza a circa 5 km a valle della città. La stazione venne realizzata in seguito alle lunghe trattative condotte dal generale carrarese Domenico Cucchiari, combattente risorgimentale più volte decorato al valor militare e parlamentare eletto alla Camera dei deputati nel collegio di Carrara. Il generale Cucchiari si era distinto nella battaglia di San Martino e l'apertura della stazione fu dovuta principalmente al suo impegno, infatti nel 1939 acquisì la nuova denominazione di "Carrara San Martino" in onore del generale. Da qui deriva l'ancora in uso toponimo della zona, dove venne poi edificato il tribunale di Carrara.
L'impianto venne inaugurato il 10 settembre 1866 contestualmente all'apertura della ferrovia Avenza-Carrara, lunga 4,5 km, a cura della Società per le Ferrovie dell'Alta Italia.
Al 1879 la stazione mancava ancora di strutture fondamentali per il traffico merci, come un magazzino merci per lo scalo, installato in seguito.
Nel 1904 era in progetto di ampliare il servizio merci della stazione. Nel 1906 risultavano in progetto ampliamenti delle stazioni di Carrara e di Avenza motivati dal fatto che tali impianti erano ormai spesso ingombri di carri merci, con conseguenti rallentamenti sulla breve linea.
Da una statistica dell'esercizio effettuata dalle FS a metà anni venti, il piazzale di stazione risultava disporre di:
|                            | Numero | Tipo               | Note                                                             |
| -------------------------- | ------ | ------------------ | ---------------------------------------------------------------- |
| Linee                      | 2 + 1  | FS / FMC           | Avenza-Carrara / Marmifera                                       |
| Binari                     |        | Servizio Movimento | Lunghezza complessiva 907 m                                      |
| Binari                     |        | Servizio Trazione  | Lunghezza complessiva 129 m                                      |
| Deviatoi                   | 20     | Semplici           |                                                                  |
| Deviatoi                   | 2      | Doppi              |                                                                  |
| Deviatoi                   | 1      | Triplo             |                                                                  |
| Deviatoi                   | 3      | Inglesi doppi      |                                                                  |
| Piattaforme girevoli       | 2      |                    | Da 5,5 m                                                         |
| Ponti a bilico             | 2      | A rotaia continua  | Capacità compresa tra le 20 t e le 30 t (1) e oltre le 30 t (1)  |
| Sagome limite              | 1      | Profilo FS         | Su stante unico                                                  |
| Rifornitori idrici         | 1      |                    | Capacità complessiva di 12 m²                                    |
| Gru                        | 1      | Idraulica fissa    |                                                                  |
| Gru                        | 1      | Da pesi fisse      | Capacità dalle 3 alle 6 t (1), oltre le 6 t (1)                  |
| Gru                        | 1      | Da pesi scorrevole | Capacità oltre le 6 t                                            |
| Magazzini                  | 1      |                    | Area 534 m², perimetro di accosto per il binario 40 m            |
| Piani caricatori           | 2      |                    | Area complessiva 6933 m², perimetro di accosto complessivo 580 m |
| Piazzali di carico diretto | 1      |                    | Perimetro di accosto 500 m                                       |
| Rimesse locomotive         | 1      | Trazione vapore    | Capacità 2 locomotive                                            |

La stazione subì due bombardamenti, il primo nel 30 dicembre 1944 in seguito al quale nella stazione saltarono i grandi contenitori di gas e morirono 32 persone. Il secondo avvenne 16 gennaio 1945 e colpì anche i ponti di Anderlino, interrompendo la linea; anche in questo caso si registrarono vittime.
La stazione e la linea da Avenza vennero chiuse al residuo traffico il 29 febbraio 1969, dopo aver chiesto consenso nel 1962 di sopprimere la linea. Vennero poi ufficialmente soppresse con decreto del Presidente della Repubblica n. 1459 del 28 dicembre 1970. La quasi totalità delle infrastrutture venne poi smantellata ad eccezione del fabbricato viaggiatori, dei servizi igienici, di alcuni fabbricati ubicati nel piazzale nord e dei magazzini FMC; il piazzale dello scalo merci venne riutilizzato per la costruzione di un parcheggio e della sede della polizia municipale, mentre il piazzale principale venne riutilizzato per la viabilità locale.
Nel 2014 l'area della stazione doveva essere interessata da alcuni lavori nell'ambito del piano integrato urbanistico di sviluppo sostenibile così come per la stazione di Tarnone a fini turistici, iniziativa che effettivamente non ebbe seguito.

## Strutture e impianti
La stazione, essendo di rilevante importanza all'epoca per il traffico del marmo, venne specializzata in quell'ambito: venne dotata di un grande piano caricatore, di un ponte a bilico da 30 t, di due gru (una da 6 t e un'altra da 20), di un magazzino apposito per lo scalo in affiancamento ad altri due più grandi posti di fronte al fabbricato viaggiatori, in area FMC. Nel piazzale nord trovava posto la rimessa locomotive della stazione, provvista di sagoma limite di carico.
Il piazzale si suddivideva in quattro binari, di cui solo il primo adibito al servizio viaggiatori e dotato di banchina, e di numerosi binari secondari e aste di manovra e ricovero. Come per Carrara-Avenza, parte del piazzale lato Carrione era gestito da FMC: era separato dal piazzale FS da una recinzione con l'accesso protetto da un cancello, si componeva di alcuni magazzini, di un binario al servizio di questi e il binario di linea diretto alle cave in direzione della stazione centrale di Monterosso a nord e verso lo scalo Peghini a sud.

### Raccordi

Attività di manovra da parte di FMC nel piazzale interno dell'impianto, tra la fine degli anni cinquanta e l'inizio degli anni sessanta del novecento

Al 1968 la stazione risultava avere un raccordo con la società Adolfo Forti Marmi S.p.A., in passato segheria Walton, Gooddy & Cripps Ltd.

#### Fabbricato viaggiatori

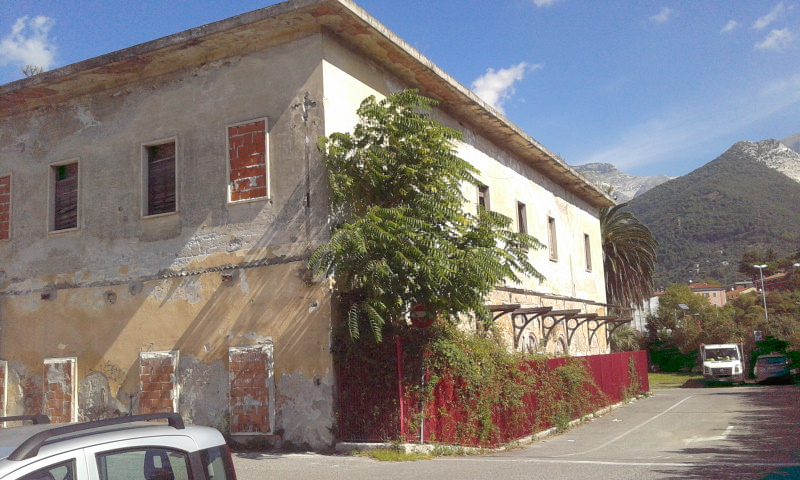
La stazione a settembre 2013

## Movimento
Negli anni Carrara San Martino fu interessata sia dal traffico viaggiatori generato dalla vicina ferrovia Genova-Pisa sia, soprattutto, dal traffico merci della ferrovia Marmifera proveniente dalle cave e dagli stabilimenti e raccordi presenti nelle immediate vicinanze dell'area ferroviaria, tra cui, principalmente, lo scalo Peghini posto in area FMC.

## Servizi
La stazione offriva i seguenti servizi:
- Biglietteria a sportello
- Sala d'attesa
- Deposito bagagli con personale
- Servizi igienici

### Fonti FS
- Società della Ferrovia Marmifera Privata di Carrara e Amministrazione autonoma delle Ferrovie dello Stato, Stazione di Carrara: Binario d'allacciamento colla Ferrovia Marmifera Privata di Carrara, su archividelmarmo.it.